# Don Rogelio J
Don Rogelio J (Valencia, 1982) es un músico, tatuador, ilustrador y dibujante de cómics. Licenciado en Bellas Artes por la Universidad Politécnica de Valencia (2000-2006), colabora en diversas publicaciones como Kobra, Altar Mutante, EEE, Volutas, El tebeo de Espíritu de Rock'n'roll, Karate Press...). Fundó el fanzine de cómic e ilustración Tumba Swing.
Sus influencias son "...Goya, Schiele, Otto Dix, Jack Kirby, Chris Bachalo, Pontiac, Robert Crumb, Bill Sienkiewicz, Jan, Carlos Ezquerra, Daniel Clowes, Thomas Ott, Francis Bacon... lo trituras y sin ningún tipo de filtro artístico, lo que sale, pues eso es”.
Ha publicado tres libros de retratos de músicos, así como varios recopilatorios de cartelería de conciertos y cómics cortos. Múltiples son sus exposiciones, individuales y colectivas, de arte original (ilustración, serigrafía, linograbado, xilografía...)
En abril de 2017 publica su primera novela gráfica en formato libro, Desde abajo, historieta primero autoeditada por Ediciones Calamidad y luego publicada por la editorial mallorquina Autsaider Cómics.
Como músico ha colaborado en las siguientes bandas Constante Zero, Heroína, Desguace, Los Tracahombres, Tumba Swing o Aullido Atómico. Estas dos últimas bandas aún están en activo.